# Audru (gemeente)
Audru (Estisch: Audru vald) was een gemeente in de Estlandse provincie Pärnumaa. De gemeente telde 5686 inwoners op 1 januari 2017 en had een oppervlakte van 388,7 km². Op 1 november 2017 werd Audru bij de stadsgemeente Pärnu gevoegd.
De landgemeente telde naast de hoofdplaats Audru en Lavassaare, die respectievelijk de status van alevik (vlek) en alev (grote vlek) hebben, 25 dorpen. Lavassaare was tot 26 oktober 2013 een afzonderlijke landgemeente (alevvald), die uitsluitend deze plaats omvatte.
Ten westen van Valgeranna werd in 1938 de eerste polder van Estland aangelegd om het kustgebied tegen overstromingen te beschermen. Deze Audru polder meet ca. 20 km² en maakt samen met het aangrenzende rietland deel uit van het beschermde natuurgebied Audru roostik (70 ha), dat als vogelgebied is opgenomen in het Natura 2000-netwerk.
Audru was zustergemeente van Paimio en Ähtäri, beide in Finland.

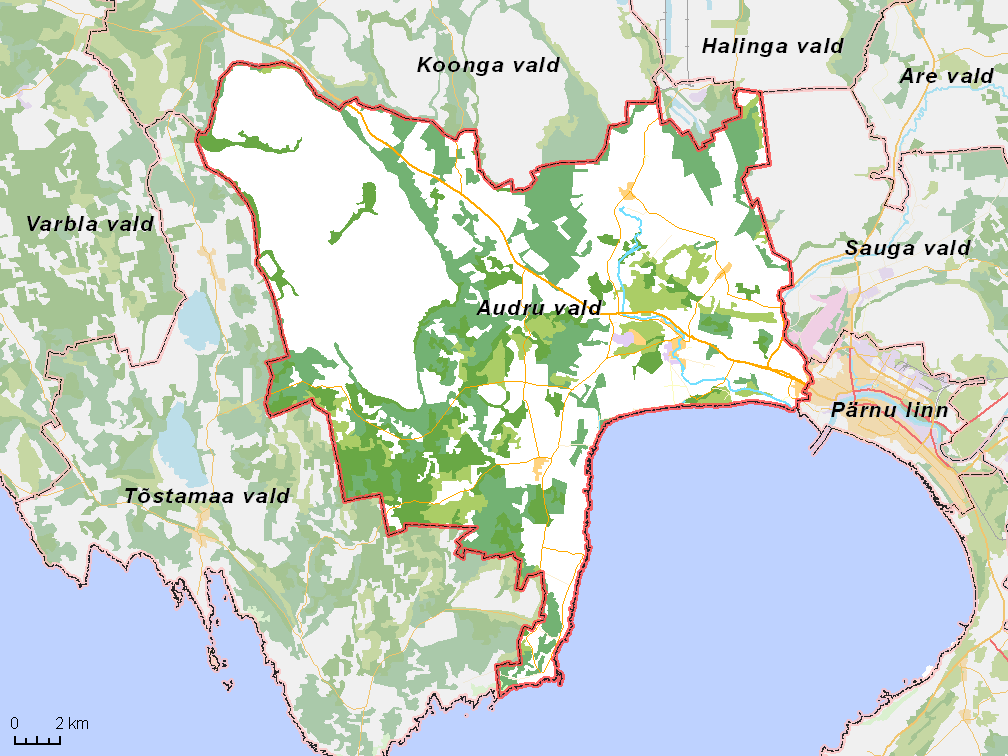
De gemeente met omliggende gemeenten, situatie begin 2017